# Brigade de recherche et d’intervention
Die Brigades de recherche et d’intervention (BRI; deutsch Such- und Eingreifbrigaden), auch als „Anti-Gang-Brigaden“ bezeichnet, sind ab 1964 gegründete Spezialeinheiten der französischen Polizei. Sie unterstehen dem französischen Innenministerium (Ministère de l’Intérieur).
Spezialisiert sind die BRI auf schweren Raub und Geiselnahmen. Bei Geiselnahmen werden sie von der Préfecture de police unterstützt; sie tragen den Spitznamen BRI-BAC („Brigade Anti-Commando“ Gegen-Kommando-Brigaden) oder „BRI en formation BAC“.
Die BRI waren auch nach dem Terroranschlag auf das Redaktionsbüro von Charlie Hebdo am 7. Januar 2015 in Paris im Einsatz. Zusammen mit der Recherche Assistance Intervention Dissuasion waren sie auch am 9. Januar 2015 eingesetzt, als ein Supermarkt an der Porte de Vincennes, wo der Terrorist Coulibaly mehrere Geiseln genommen hatte, gestürmt wurde.
Bei den Terroranschlägen von Paris vom 13. November 2015 stürmten Einheiten der BRI das Bataclan-Theater, nachdem Terroristen das mit 1500 Menschen besetzte Theater in ihre Gewalt gebracht hatten.
Ähnliche Einheiten sind die Brigade de répression du banditisme, die Unité de coordination de la lutte anti-terroriste und der Service de Protection des Hautes Personnalités.

## Trivia
- Die BRI-PP (BRI von Paris) spielen eine Rolle im Spielfilm 36 tödliche Rivalen aus dem Jahre 2004.

## Weblinks

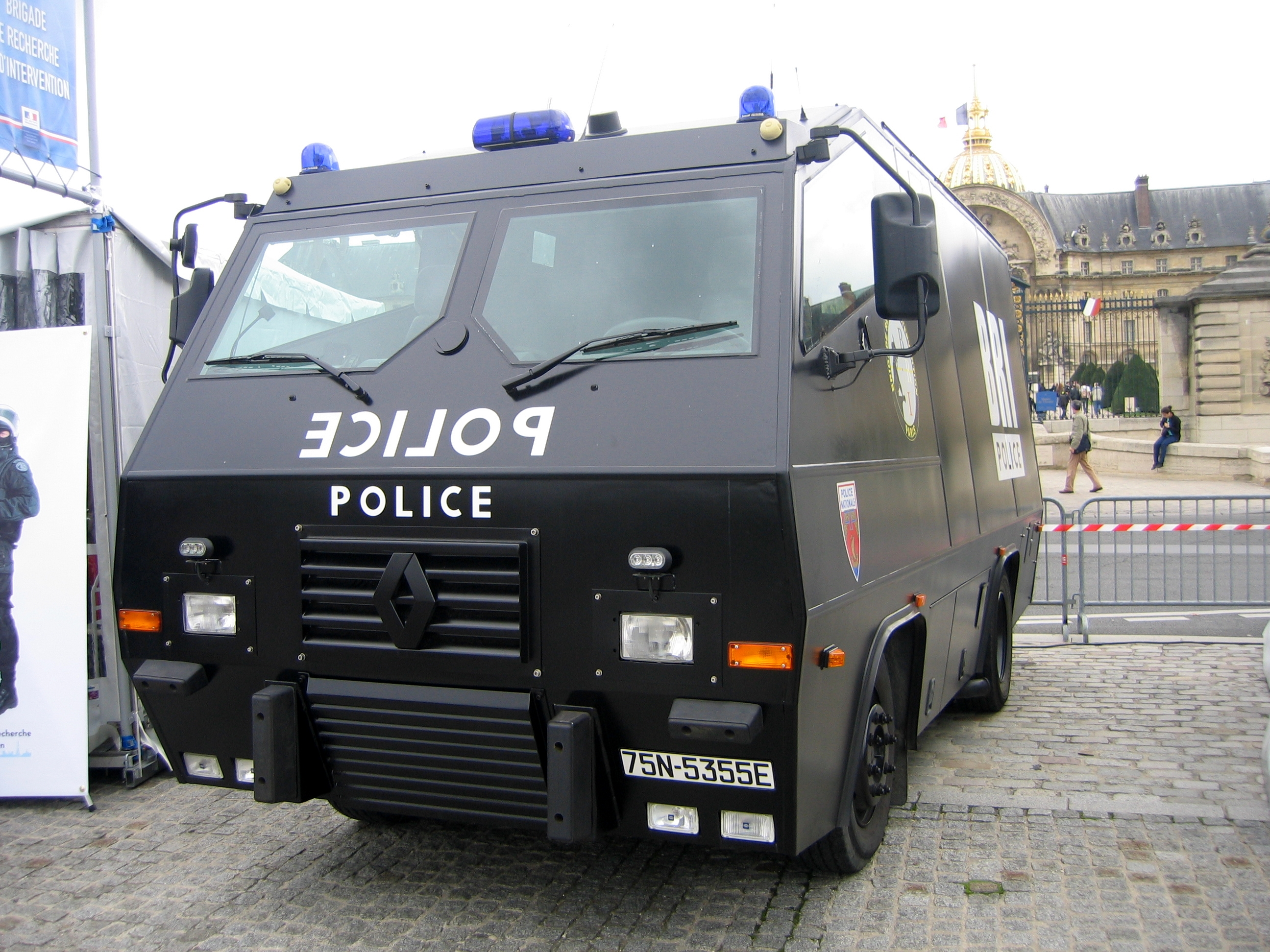
Gepanzertes Einsatzfahrzeug der BRI